# Bicicletas Strongman
L'equip Bicicletas Strongman (codi UCI: BSM) és un equip de ciclisme colombià de categoria continental. Creat el 2015, l'any següent va adquirir categoria continental.

## Principals resultats
- Volta a Colòmbia: Aristóbulo Cala (2017)

### A les grans voltes
- Giro d'Itàlia
  - 0 participacions

- Tour de França
  - 0 participacions

- Volta a Espanya
  - 0 participacions

## Composició de l'equip
| \| Llista de l'equip 2016 \| Llista de l'equip 2016 \| Llista de l'equip 2016 \| Llista de l'equip 2016 \| \| Ciclista \| Data de naixement \| Equip previ \| \| \| ------------------------------------------------ \| ---------------------- \| ---------------------------------------- \| ---------------------- \| \| Carlos Becerra Alarcón \| 5 de agost de 1982 \| \| \| \| Jaime Suaza \| 25 de setembre de 1986 \| \| \| \| Jonathan Millán \| 16 de abril de 1988 \| GW Shimano (2013) \| \| \| Richard Carapaz Montenegro (1 de gen–31 de març) \| 29 de maig de 1993 \| Coraje Carchense (2014) \| \| \| Óscar Sánchez Guarín \| 14 de maig de 1985 \| Orgullo Antioqueño (2015) \| \| \| Jonathan Caicedo Cepeda \| 28 de abril de 1993 \| Team Ecuador (2014) \| \| \| Steven Calderón \| 25 de desembre de 1993 \| Inteja-MMR Dominican cycling team (2015) \| \| \| Diego Cano \| 3 de febrer de 1994 \| \| \| \| Jefferson Feo \| 12 de març de 1993 \| \| \| \| William Muñoz \| 17 de gener de 1994 \| \| \| \| Nicolás Paredes Avellaneda \| 5 de setembre de 1992 \| 472-Colombia (2014) \| \| \| Miguel Ángel Pineda \| 4 de juliol de 1995 \| \| \| \| Jonathan Toussaint \| 28 de maig de 1993 \| \| \| \| Gabriel Valbuena \| 7 de setembre de 1994 \| \| \| \| \| \| \| \| \| Fonts: ProCyclingStats Cycling Archives \| \| \| \| |                        |                                          |  |
| Llista de l'equip 2016 |                        |                                          |  |
| Ciclista | Data de naixement      | Equip previ                              |  |
| Carlos Becerra Alarcón | 5 de agost de 1982     |                                          |  |
| Jaime Suaza | 25 de setembre de 1986 |                                          |  |
| Jonathan Millán | 16 de abril de 1988    | GW Shimano (2013)                        |  |
| Richard Carapaz Montenegro (1 de gen–31 de març) | 29 de maig de 1993     | Coraje Carchense (2014)                  |  |
| Óscar Sánchez Guarín | 14 de maig de 1985     | Orgullo Antioqueño (2015)                |  |
| Jonathan Caicedo Cepeda | 28 de abril de 1993    | Team Ecuador (2014)                      |  |
| Steven Calderón | 25 de desembre de 1993 | Inteja-MMR Dominican cycling team (2015) |  |
| Diego Cano | 3 de febrer de 1994    |                                          |  |
| Jefferson Feo | 12 de març de 1993     |                                          |  |
| William Muñoz | 17 de gener de 1994    |                                          |  |
| Nicolás Paredes Avellaneda | 5 de setembre de 1992  | 472-Colombia (2014)                      |  |
| Miguel Ángel Pineda | 4 de juliol de 1995    |                                          |  |
| Jonathan Toussaint | 28 de maig de 1993     |                                          |  |
| Gabriel Valbuena | 7 de setembre de 1994  |                                          |  |
| |                        |                                          |  |
| Fonts: ProCyclingStats Cycling Archives |                        |                                          |  |

| \| Llista de l'equip 2017 \| Llista de l'equip 2017 \| Llista de l'equip 2017 \| Llista de l'equip 2017 \| \| Ciclista \| Data de naixement \| Equip previ \| \| \| ----------------------- \| ---------------------- \| ---------------------------------------- \| ---------------------- \| \| Aristóbulo Cala Cala \| 13 de maig de 1990 \| \| \| \| Camilo Gómez \| 5 de octubre de 1984 \| Coldeportes-Claro (2016) \| \| \| Carlos Becerra Alarcón \| 5 de agost de 1982 \| \| \| \| Didier Sastoque \| 3 de maig de 1987 \| GW Shimano (2016) \| \| \| Heimarhanz Ariza \| 11 de novembre de 1997 \| \| \| \| Jonathan Caicedo Cepeda \| 28 de abril de 1993 \| Team Ecuador (2014) \| \| \| Jonathan Millán \| 16 de abril de 1988 \| GW Shimano (2013) \| \| \| Óscar Sánchez Guarín \| 14 de maig de 1985 \| Orgullo Antioqueño (2015) \| \| \| Rubén Acosta \| 20 de agost de 1996 \| \| \| \| Sebastián Tamayo \| 23 de maig de 1988 \| Ningxia Sports Lottery-Livall (2016) \| \| \| Steven Calderón \| 25 de desembre de 1993 \| Inteja-MMR Dominican cycling team (2015) \| \| \| Wilmar Castro \| 1 de abril de 1994 \| \| \| \| Daniel Rozo \| 3 de abril de 1992 \| \| \| \| William Muñoz \| 17 de gener de 1994 \| \| \| \| \| \| \| \| \| Font: ProCyclingStats \| \| \| \| |                        |                                          |  |
| Llista de l'equip 2017 |                        |                                          |  |
| Ciclista | Data de naixement      | Equip previ                              |  |
| Aristóbulo Cala Cala | 13 de maig de 1990     |                                          |  |
| Camilo Gómez | 5 de octubre de 1984   | Coldeportes-Claro (2016)                 |  |
| Carlos Becerra Alarcón | 5 de agost de 1982     |                                          |  |
| Didier Sastoque | 3 de maig de 1987      | GW Shimano (2016)                        |  |
| Heimarhanz Ariza | 11 de novembre de 1997 |                                          |  |
| Jonathan Caicedo Cepeda | 28 de abril de 1993    | Team Ecuador (2014)                      |  |
| Jonathan Millán | 16 de abril de 1988    | GW Shimano (2013)                        |  |
| Óscar Sánchez Guarín | 14 de maig de 1985     | Orgullo Antioqueño (2015)                |  |
| Rubén Acosta | 20 de agost de 1996    |                                          |  |
| Sebastián Tamayo | 23 de maig de 1988     | Ningxia Sports Lottery-Livall (2016)     |  |
| Steven Calderón | 25 de desembre de 1993 | Inteja-MMR Dominican cycling team (2015) |  |
| Wilmar Castro | 1 de abril de 1994     |                                          |  |
| Daniel Rozo | 3 de abril de 1992     |                                          |  |
| William Muñoz | 17 de gener de 1994    |                                          |  |
| |                        |                                          |  |
| Font: ProCyclingStats |                        |                                          |  |

## Classificacions UCI

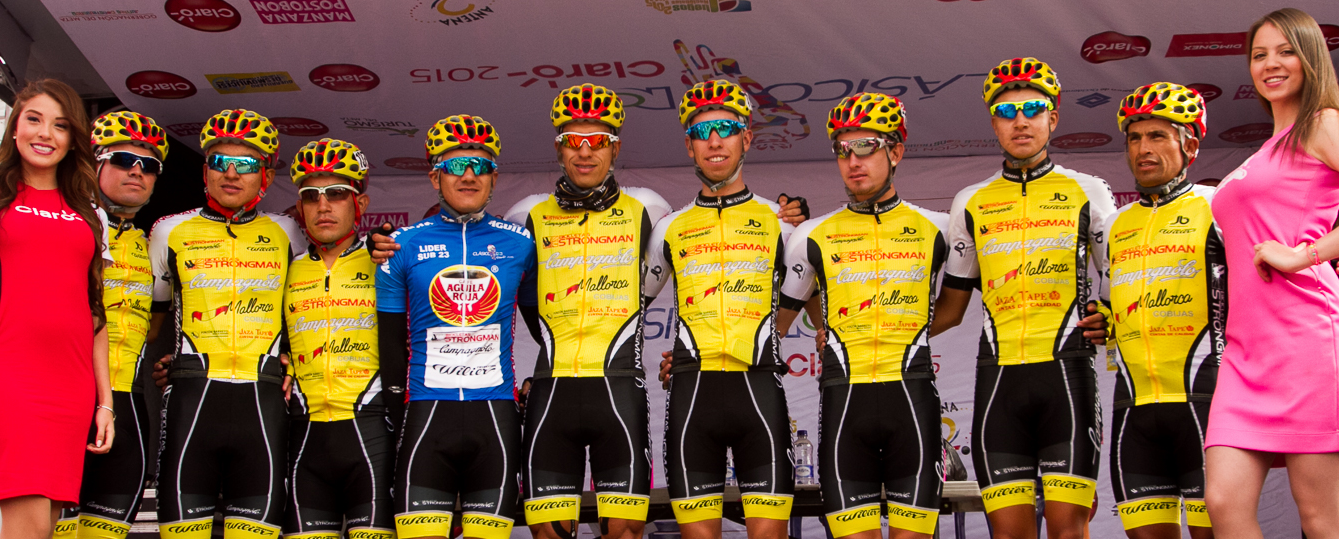
L'equip al 2015

L'equip participa en els Circuits continentals de ciclisme. La següent classificació estableix la posició de l'equip en finalitzar la temporada.
UCI Amèrica Tour
| Temporada | Classificació per equips | Millor ciclista en la classificació individual |
| --------- | ------------------------ | ---------------------------------------------- |
| 2016      | 10è                      | Jonathan Caicedo (12è)                         |
| 2017      | 23è                      | Aristóbulo Cala (76è)                          |

UCI Europa Tour
| Temporada | Classificació per equips | Millor ciclista en la classificació individual |
| --------- | ------------------------ | ---------------------------------------------- |
| 2017      | 110è                     | Óscar Sánchez (748è)                           |